# Neosilurus
Neosilurus es un género de peces actinopeterigios de agua dulce, distribuidos por ríos y lagos del sureste de Asia y de islas de Oceanía.

## Especies
Existen 11 especies reconocidas en este género:
- Neosilurus ater (Perugia, 1894)
- Neosilurus brevidorsalis (Günther, 1867)
- Neosilurus coatesi (Allen, 1985)
- Neosilurus equinus (Weber, 1913)
- Neosilurus gjellerupi (Weber, 1913)
- Neosilurus gloveri Allen y Feinberg, 1998
- Neosilurus hyrtlii Steindachner, 1867
- Neosilurus idenburgi (Nichols, 1940)
- Neosilurus mollespiculum Allen y Feinberg, 1998
- Neosilurus novaeguineae (Weber, 1907)
- Neosilurus pseudospinosus Allen y Feinberg, 1998